# Hieró de Solos
Hieró (en grec antic: Ἱέρων, llatí: Hieron) fou un navegant de l'antiga Grècia natural de Solos (Cilícia) a qui Alexandre el Gran el va enviar a explorar les costes al sud de la mar d'Eritrea i fer la circumnavegació d'Aràbia.
Va avançar més lluny que cap abans que ell, però finalment va tornar aparentment descoratjat per la gran extensió inesperada de la costa aràbiga. A la seva tornada va afirmar que Aràbia era tant o més gran que l'Índia.